# Erkesiya

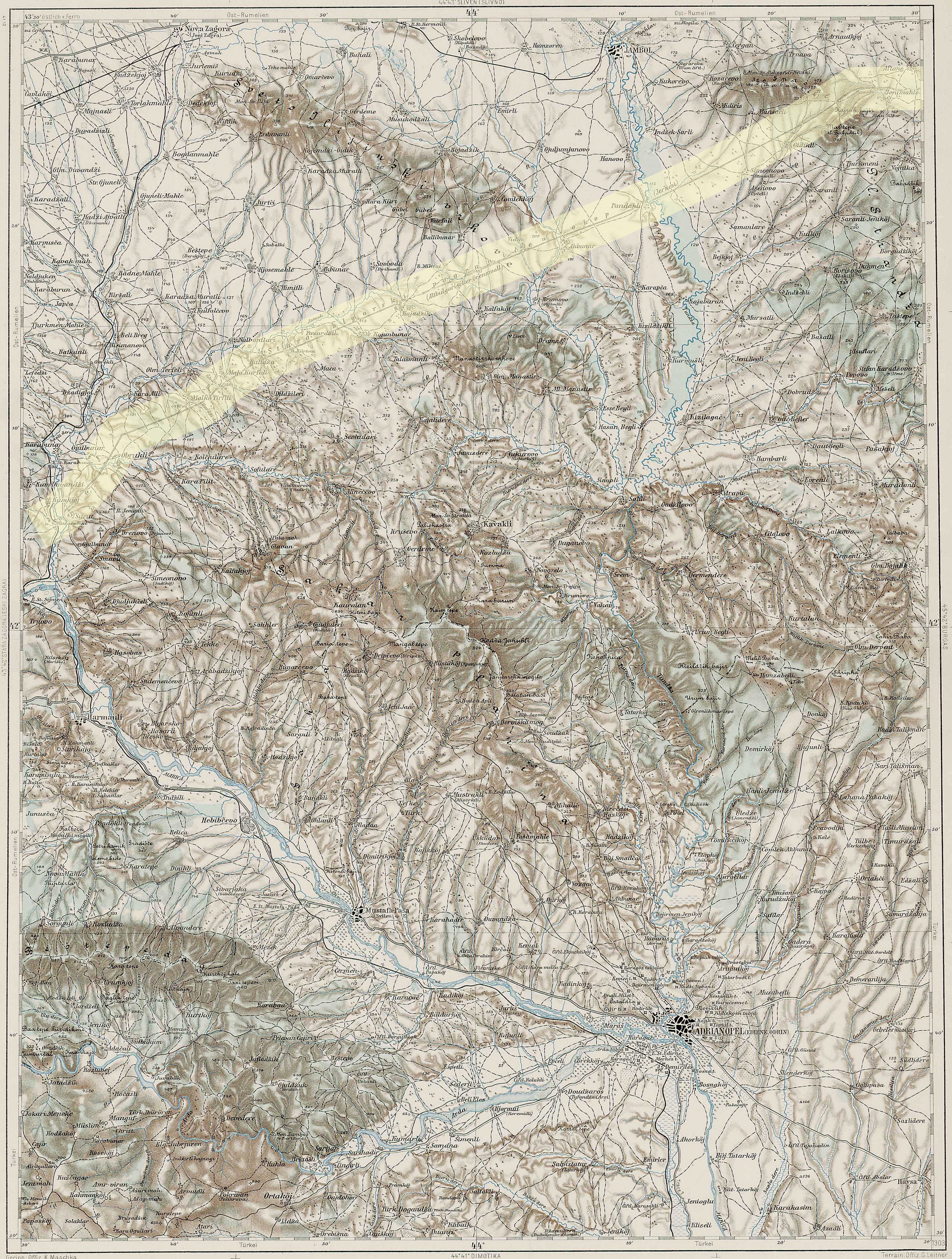
Erkesiya en un mapa antiguo de Austria

Erkesiya (en búlgaro: Еркесия), también conocida como La gran cerca por los griegos, es una antigua fortificación búlgara construida aproximadamente siglo VIII para delimitar visiblemente y proteger la frontera sur. Comienza en Develtos (que limita con la bahía de Burgas) y se extiende hasta Microlivada (el actual poblado de Uzundzhova). Se estima que fue construida durante un período de paz con el Imperio Bizantino.